# Brookesia micra
Brookesia micra é uma espécie de camaleão nativo do ilhéu de Nosy Hara na província de Antsiranana, em Madagáscar. É a espécie de camaleão mais pequena e está entre os répteis mais pequenos, o suficiente para andar numa cabeça de fósforo (imagem acima). Os adultos desta espécie podem crescer até 29
mm de comprimento.

## Taxonomia
Brookesia micra foi descoberta por uma equipe de investigadores liderada por Frank Glaw da Zoologische Staatssammlung München.
Glaw e os colegas têm vindo a efectuar expedições às florestas de Madagáscar pelo período de oito anos. Membros da espécie foram anteriormente catalogados como Brookesia sp. "Nosy Hara" em 2007 por Glaw e Vences.

### Etimologia
O epíteto específico de Brookesia micra é uma derivação da forma em latim da palavra grega "μικρός" (mikros), que significa "pequeno" e é uma referência ao tamanho reduzido do seu corpo

## Descrição
Os machos de Brookesia micra atingem um comprimento máximo (focinho/cloaca) de 16 mm, e o comprimento total de ambos os sexos é inferior a 30 mm, colocando a espécie entre os menores vertebrados amniotas existentes. Comparado com Brookesia minima, Brookesia micra possui uma cauda mais pequena e uma cabeça maior. Os adultos de Brookesia micra possuem também uma cauda cor de laranja, em oposição a uma de cor castanha, inconspícua. O tamanho desta espécie pode estar ligado aio seu habitat, devido a nanismo insular.

## Distribuição e habitat
Brookesia micra, juntamente com outras três espécies, foram encontradas no Norte de Madagáscar, entre os anos de 2003 e 2007. Esta espécie foi descoberta num pequeno ilhéu na costa de Madagáscar. Reside tipicamente no meio de folhas caídas no solo, durante o dia, trepando os ramos de árvores até 10 cm, de noite, para dormir. Brookesia micra vive numa área sujeita a exploração florestal ilegal, tornando-a sensível a destruição de habitat.